# Potayenni
Potayenni (del ruso: Потаенный) es un asentamiento ferroviario en un desdoblamiento de vía Krasnodar-Kropotkin del raión de Ust-Labinsk del krai de Krasnodar, en el sur de Rusia. Está situado al norte de la orilla derecha del río Kubán, 32 km al nordeste de Ust-Labinsk y 90 km al nordeste de Krasnodar, la capital del krai. 
Pertenece al municipio Ládozhskoye.

## Transporte
Cuenta con una estación en la vía Krasnodar-Kropotkin.